# I Made (minialbum)
I Made – drugi minialbum południowokoreańskiej grupy (G)I-dle, wydany 26 lutego 2019 roku przez wytwórnię Cube Entertainment. Płytę promował singel „Senorita”.

## Lista utworów
| CD | CD                                   | CD                       | CD                  | CD                 | CD      |
| Nr | Tytuł utworu                         | Tekst                    | Kompozycja          | Aranżacja          | Długość |
| -- | ------------------------------------ | ------------------------ | ------------------- | ------------------ | ------- |
| 1. | „Senorita”                           | Soyeon                   | Soyeon, Big Sancho  | Soyeon, Big Sancho | 3:17    |
| 2. | „What’s Your Name”                   | Soyeon                   | Soyeon, Lee Woo-min | Lee Woo-min        | 3:09    |
| 3. | „Put It Straight” (kor. 싫다고 말해) | Soyeon                   | Soyeon              | HouDini, Soyeon    | 3:56    |
| 4. | „Give Me Your” (kor. 주세요)         | Soyeon                   | Soyeon, HouDini     | Soyeon, HouDini    | 3:40    |
| 5. | „Blow Your Mind”                     | Minnie, FlowBlow, Soyeon | Minnie, FlowBlow    | Minnie, FlowBlow   | 2:49    |

## Notowania
| Lista                        | Pozycja |
| ---------------------------- | ------- |
| South Korean Albums (Circle) | 2       |
| US World Albums (Billboard)  | 5       |

## Nagrody w programach muzycznych
| Program               | Data         | Źródło |
| --------------------- | ------------ | ------ |
| Show Champion (MBC M) | 6 marca 2019 | [ 4 ]  |

## Sprzedaż
| Kraj             | Sprzedaż |
| ---------------- | -------- |
| Korea Południowa | 51 041   |